# Западная Фрисландия
Западная Фрисландия (нидерл. West-Friesland, з.-фриз. West-Fryslân, Westfriesland) — культурный и исторический регион на территории провинции Нидерландов Северная Голландия.

## Исторический регион
Исторически Западная Фрисландия занимала всю северную часть Северной Голландии, отделённую от остальной Фрисландии (Фризии) заливом Зёйдерзе.

## Культурный регион в современных Нидерландах
В современных Нидерландах существует культурный регион «Западная Фрисландия», занимающий лишь часть одноименной исторической области (в основном, южную), который на востоке омывается водами Эйсселмера, с юга — Маркермера, а на западе ограничен муниципалитетом Алкмара (часть этого города также относят к данному региону).
Включает в себя 13 муниципалитетов. Население — 385 тыс. человек, территория — 781,8 км² (суша — 507,3 км²). Преобладает нидерландский язык, западнофрисландские диалекты распространены больше среди людей старшего поколения. Также в районе проживает больше католиков, чем в Северных Нидерландах[уточнить] (28 % против 7−20 % в других муниципалитетах севера страны). Это заметно меньше, чем в Южных Нидерландах[уточнить], но католиков всё равно больше, чем протестантов (около 12 %).
Для сохранения культурного наследия западных фризов в 1924 году была создана[где?][кем?] Западнофризская ассоциация (Westfries Genootschap). Также существует[где?] архив Западной Фрисландии, где хранятся многие документы и книги, самые ранние из них датируются XIV веком.
Кроме Алкмара, важнейший город — Хорн, который раньше был важным морским портом, но после постройки дамбы Афслёйтдейк крупные суда не могут подходить к нему.
Сегодня Западная Фрисландия — преимущественно сельскохозяйственный регион. Также на побережье Эйсселмера и Маркермера расположены места для отдыха.